# بيري غروفز
بيري غروفز (بالإنجليزية: Perry Groves)‏ (19 أبريل 1965 في المملكة المتحدة - ) هو لاعب كرة قدم بريطاني في مركز جناح ‏. لعب مع كولتشستر يونايتد ونادي أرسنال ونادي ساوثهامبتون وكانفي آيلاند وداغنهام وريدبريدج.

## وصلات خارجية
- بيري غروفز على موقع IMDb (الإنجليزية)

- بيري غروفز على موقع قاعدة بيانات كرة القدم.إي يو (الإنجليزية)
- بيري غروفز على موقع Soccerbase.com (لاعب) (الإنجليزية)
- بيري غروفز على موقع عالم كرة القدم.نت (الإنجليزية)